# コンスタンツ・マルキエビッチ
マルキエビッチ伯爵夫人コンスタンツ・ジョージン・マルキエビッチ（Constance Georgine Markiewicz、旧姓ゴア＝ブース、1868年2月4日 - 1927年7月15日）は、アイルランドのシン・フェイン党およびフィアナ・フォイルの政治家、革命的な民族主義者、女性参政権論者および社会主義者である。連合王国議会の庶民院（下院）議員に選ばれた最初の女性だったが登院せず、他のシン・フェイン党Teachta Dála（TD; 代議士）たちと最初のドイル・エアランを設立した。彼女はまたヨーロッパで最初の女性大臣（アイルランド共和国の労働大臣、1919年 - 1922年）であった。

## 初期の経歴
コンスタンツはロンドンのバッキンガム・ゲイトで、北極探検家および相場師のヘンリー・ゴア＝ブース準男爵5世と妻レディ・ジョージナ夫妻の長女、コンスタンス・ジョージン・ゴア＝ブース（Constance Georgine Gore-Booth）として生まれた。父はアイルランドの多くのアングロ＝アイリッシュ系地主とは違って、100平方キロメートル（39平方マイル）の地所を管理する思いやりのある開明的な地主だった。1879年から1880年のアイルランド飢饉の間に、ヘンリーは西アイルランドスライゴ県の北のLissadellで彼の小作人に無償で食糧を提供した。父親の行いはゴア=ブースおよび彼女の妹のエヴァ・ゴア＝ブースに、貧しい人々についての深い関心を促した。 姉妹は詩人ウィリアム・バトラー・イェイツの幼なじみであった。彼は姉妹のスライゴ県の実家のLissadellの家を頻繁に訪問し、彼女たちにその芸術と政治的な理想によって影響を及ぼした。イェイツは"In Memory Of Eva Gore-Booth And Con Markievicz"との詩を書いた。彼は姉妹を"two girls in silk kimonos, both beautiful, one a gazelle"と表現した。エヴァは後に、彼女の未来の伯爵夫人である姉とその理想を共有しなかったが、イギリスで労働運動および女性参政権運動に参加した。

## 結婚と初期の政治活動

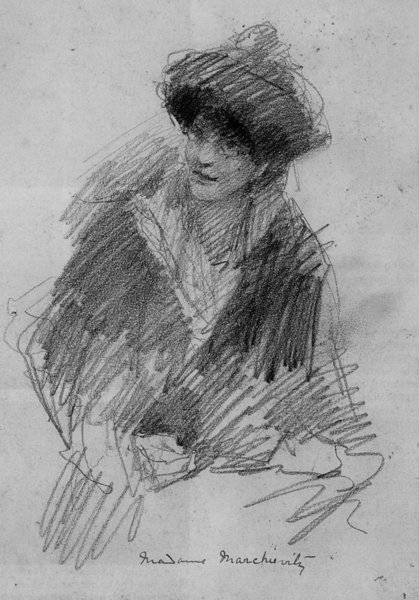
コンスタンツ・マルキエビッチのスケッチ ジョン・バトラー・イェイツ

ゴア=ブースは画家となる教育を受けようとしたが、その当時ダブリンの1つの美術学校だけが女子学生を受け入れていた。1892年に彼女はロンドンのスレード美術学校へ学びに行った。この時にゴア=ブースは初めて政治活動家となり、National Union of Women's Suffrage Societies (NUWSS) に加入した。その後、彼女はパリに移り、著名なアカデミー・ジュリアンに入学し、彼女の未来の夫に出会った。それは、カジミェシュ・マルキエビッチで、ポーランド系のウクライナ貴族であった。
彼はその時に結婚していたが、彼の妻は1899年に死に、1901年にゴア=ブースと結婚し、彼女はマルキエビッチ伯爵夫人となった。彼女は結婚の直後Lissadellで娘メーヴ (Maeve) を出産した。その娘は彼女のゴア=ブースの祖父母によって育てられ、結局、母から引き離された。マルキエビッチ伯爵夫人はまた、ニコラスの母の役割を引き受けた。彼はカジミェシュの最初の結婚による息子で、マルキエビッチとカジミェシュがアイルランドに伴ったのである。それはマルキエビッチが彼を特に好んだことにより求められ、彼のポーランドに戻るとの決心により解消された。彼女は、自身の逮捕が1916年の蜂起後に差し迫ったことを知り、ニコラスが彼女に与えた銀製の散弾銃を隠匿しなければならなかった。
マルキエビッチ一家は1903年にダブリンに落ち着き、芸術と文学のサークルで活躍し、伯爵夫人は彼女自身の風景画家としての評判を得た。1905年に、芸術家のサラ・パーサー、Nathaniel Hone the Younger、ウォルター・オズボーンおよびジョン・バトラー・イェイツと共に、彼女はUnited Artists Clubを創設する力となった。これは、芸術的で文学の才能があるダブリンのすべてのものを集める試みであった。このころ、彼女を革命的な政治に繋げるものは何もなかったが、この環境における交際の中で、彼女は未来の初代アイルランド大統領・ダグラス・ハイドによって創設されたゲール語連盟の重要人物たちに出会った。連盟は外形上、政治と無関係でアイルランドの言語および文化の保存に関心を持つものであったが、その集まりは多くの愛国者と将来の政治指導者たちの結集をもたらした。若いゴア=ブース姉妹が1882年に初めて出会ったサラ・パーサーは、芸術家、作家、民族主義的な両派に分けられる知識人が集まる定期的なサロンを主催していた。マルキエビッチはそこに集う人々の肖像画を描くことを依頼された。パーサーの家でマルキエビッチは、革命的な愛国者Michael Davitt、John O'Leary、モード・ゴンと出会った。1906年にマルキエビッチはダブリン近郊で田舎の小さいコテッジを借りた。前の借家人の詩人パドライック・コラムは、The Peasant and Sinn Féinの古い版を残していた。これらの革命的な雑誌はイギリスの支配からの独立を促進した。伯爵夫人はこれらの出版物を読み、行動へと駆り立てられた。
1908年にマルキエビッチは、アイルランドの民族主義的な政治に積極的に関わるようになった。 彼女はシン・フェイン党とイニニーエ・ナ・エイリアン ('Daughters of Ireland') に加入した。後者は、ウィリアム・バトラー・イェイツのミューズである、女優で活動家のモード・ゴンによって創設された革命的な婦人運動団体である。マルキエビッチは彼女にとってその最初の会合に、アイルランドのイギリス統治の座であるダブリン城での行事から、サテンの舞踏会ガウンとダイヤモンドのティアラを身に着けて直接参加した。当然、参加メンバーは敵意を持って彼女をながめた。目を見張る変化は、ただ伯爵夫人が入会について切望する三跪九叩頭の礼によるものである。彼女は新設されたアベイ座で、モード・ゴンと共にいくつかの劇を演じた。この劇場は文化的民族主義の幕開けの重要な役割を果した施設である。同じ年、マルキエビッチは、イギリス議会北西マンチェスター選挙区の補欠選挙でウィンストン・チャーチルの選挙に対抗し、女性参政権論者を援助するため古風な4頭の白馬に引かれた四輪馬車を運転して選挙区にはでに登場して、女性参政権運動家の戦法で劇的な役割を担った。一人の男性の野次が、彼女が夕食を料理できるかどうか尋ねると、彼女は「できますとも。あなたは四頭立て馬車を運転できますか? 」と応じた。彼女の妹エヴァ・ゴア=ブースは仲間の闘争的女性参政権活動家・エスター・ローパーと住むためにマンチェスターに移り、彼女ら両者はマルキエビッチと共にチャーチルに対抗して選挙運動を行った。少なくとも一部の女性参政権論者の熱心な反対の結果、チャーチルは保守党員候補者William Joynson-Hicksを失った。
1909年にマルキエビッチは、小火器を使用し10代の少年を指揮する準軍事組織であるフィアンナ・エイリアンを創設した。パトリック・ピアースは、フィアンナ・エイリアンの創設が1913年のアイルランド義勇軍の設立と同じように重要だったと語った。伯爵夫人は1911年に初めて拘留された。それは、ジョージ5世 のアイルランド訪問への抗議のため組織され30,000人が出席したアイルランド共和同盟 (IRB) のデモで話したためである。この抗議の間にマルキエビッチは直立した偉大なマストであるリーフレットDear land thou art not conquered yet.を配った。そして、投石を行い、レンスター・ハウス (Leinster House) の巨大なイギリス国旗を燃やそうと試みたが、無益であった。彼女の友人Helena Moloneyはかつて投石を試みた最初の女性であるが、マルキエビッチと共に投石を行い逮捕された。マルキエビッチはまたジェームズ・コノリーの社会主義アイルランド市民軍 (ICA) に加入した。ICAは1913年のダブリン・ロックアウトに対応して形成された小さな義勇軍で、警察からデモを行う労働者を守るためのものであった。マルキエビッチは貴族であったが、普通の労働者たちへの共感を抱いていた。マルキエビッチは、彼女が働く地下室でジャガイモの皮を剥くためと、食物を分配する働きをするその他の志願兵を募った。すべての食糧は彼女の資金から支払われ、マルキエビッチはこの時に多くの借入金を引き受け、彼女の宝石類をすべて売却することを余儀なくさせられた。 同じ年、イニニーエ・ナ・エイリアンと共に、彼女は貧しい学童に食べさせるための無料食堂を始めた。

## イースター蜂起
1913年に、彼女の夫はウクライナに移り、アイルランドに住むために戻ることはなかった。但し、彼らは連絡を取り合っていて、彼女が1927年に死んだときにカジミェシュは彼女の側にいた。マルキエビッチはICAのメンバーとして、1916年のイースター蜂起に加わった。彼女はICAの創設者、ジェームズ・コノリーによって強く促され、ICAのユニフォームをデザインし、ポーランドの歌を叙情詩へと変えることによってICA歌を創作した。マルキエビッチは士官の地位を得、意志決定者となり、もっと重要なことに彼女に武器を携行する権利を与えられた。 
マルキエビッチ中尉はセント・スティーブンス・グリーンにおいてマイケル・マリンの元で副司令官であった。彼女は蜂起が完全に始まるとバリケードの準備を指示し、彼女はスティーブンス・グリーン全体での戦闘の中央にいてイギリス陸軍の狙撃兵を傷つけた。 この時の戦闘のメンバーは、マルキエビッチが懇意にしていた女性スナイパーであるマーガレット・スキニダーなどが含まれていた。西部戦線からのニュース映画の長さに促されて、彼女らは最初にスティーブンス・グリーンに塹壕を掘り始めた。しかしシェルボーン・ホテルを含む隣接した高い建物の屋上からのイギリス軍の射撃は、すぐにこの戦法の愚行を悟らせ、そして彼女らは近くのアイルランド王立外科医学院に撤退した。
マリンとマルキエビッチおよび彼女らの部下たちは6日間持ちこたえたが、ついに、イギリス軍が彼女らにピアースの降伏命令の写しをもたらした時に降伏した。 彼女らの降伏を受け入れたイギリス将校・ウィーラー (Wheeler) 大尉はマルキエビッチの親類であった。
彼女らはダブリン城に連行され、それから伯爵夫人はキルメイナム刑務所に運ばれた。彼女らはダブリンの通りを歩いた時に群集によって嘲られた。刑務所では、彼女は70人の女性捕虜のうち、唯一、独房に入れられ監禁された。彼女はその軍法会議で裁判官に対して、「私は正義を行い、正義の側にいます (I did what was right and I stand by it.)」と語った。彼女の有罪は確実で、ただ彼女の刑罰の内容が不確かだった。彼女は死刑を宣告されたが、ジョン・マクスウェル将軍は「被告人の性別の」ゆえに終身刑に減刑した。彼女は裁判官に「I do wish your lot had the decency to shoot me.」と言った。
伯爵夫人は、蜂起に関わった他の者と共に、ロンドン政府がそれに加わった人々のための一般的な大赦を許可したので、1917年に刑務所から釈放された。このころ、マルキエビッチは生まれながらのアイルランド国教会からカトリック教会に改宗した。

## 第1ドイルと閣僚経験
1918年に彼女は、反徴兵活動の活動から再度拘留される。1918年のアイルランド総選挙では、マルキエビッチは73人のシン・フェイン党庶民院議員の一人としてダブリン・セント・パトリック選挙区から選出され、英国庶民院初の女性議員となる。但し、シン・フェイン党が棄権主義の方針を取ったことから、彼女は英国庶民院を任期中を通じて欠席している。
シン・フェイン党の同志がアイルランド共和国の一方的宣言をしたドイル・エアランの第1ドイル (First Dáil) でダブリンで集まっていた際には、彼女はホロウェイ刑務所で服役中の身であり、彼女の名前が呼ばれた時には敵国軍によって投獄された (fé ghlas ag Gallaibh)と紹介されている。
彼女は1921年のアイルランド総選挙でも南アイルランド下院の第2ドイルに再選され、ドイルの第二次内閣と第三次内閣において1919年4月から1922年1月まで労働大臣を務めた。1919年4月から8月まで閣内に在り、アイルランドで最初の女性大臣であると同時にヨーロッパで最初の女性大臣になった。彼女の退任後、女性の大臣が就任するには1979年にマリエ・ジョーヘガン＝クインがフィアナ・フォイルの人権・平等・共同体大臣に任命されるまで待つことになる。

## 内戦とフィアナ・フォイル
英愛条約の賛否をめぐって、マルキエビッチはエイモン・デ・ヴァレラらと共に反対に回り、1922年1月に閣外へと去った。アイルランド内戦ではアイルランド共和主義とアイルランド共和国軍側に立ちダブリンのモランズ・ホテル (Moran's Hotel) 守備戦を支援。内戦終結後に米国へと旅立つ。1922年のアイルランド総選挙で選ばれなかったものの、翌1923年総選挙では南ダブリン選挙区で選ばれ政界に復帰。 しかし他のアイルランド共和主義の議員共々、任期中通じて議会を欠席し更に再三投獄される。投獄された刑務所で彼女は92人の女性囚人と共にハンガーストライキを行い、一ヶ月以内に釈放される。1926年にフィアナ・フォイルが結党されると、彼女も加わりスカラ座 (La Scala Theatre) での結党大会で議長を務めた。1927年6月総選挙ではフィアナ・フォイル党公認候補としてドイル・エアランに戻ると公約、見事第5ドイルに再選された。だが、そのわずか5週間後の7月15日に59歳で死去し、結局ドイル・エアランの議席に就くことはなかった。死因は、結核 (彼女がダブリンの救貧院で働いたときにかかった) または虫垂炎との合併症と推定されている。臨終の際にあたっては彼女の離れていた夫および娘および最愛の継息子が見守り、ダブリンのグラスネヴィン・セメタリーに葬られた。フィアナ・フォイルの指導者、エイモン・デ・ヴァレラは弔辞を述べた。
南ダブリン選挙区の彼女の議席のための補欠選挙は1927年8月24日に実施され、クマン・ナ・ゲールの候補者、トーマス・ヘネシーが勝利した。 
| 「                    | 彼女が豊富で持っていた1つの事 — 肉体的な勇気; それを彼女は衣服と同じように着た One thing she had in abundance — physical courage; with that she was clothed as with a garment | 」 |
| —ショーン・オケイシー | |    |

## 関連文献
- Seán O'Faoláin, Constance Markievicz (1934)
- Anne Marreco, The Rebel Countess: The Life and Times of Constance Markievicz (1967)
- Diana Norman, Terrible Beauty: A Life of Constance Markievicz, 1868-1927 (1987)
- Anne Haverty, Constance Markievicz: Irish Revolutionary (1993)
- Joe McGowan, Constance Markievicz: The People's Countess (2003)
- 森ありさ『アイルランド独立運動史 - シン・フェイン、IRA、農地紛争』論創社、1999年。ISBN 4-8460-0172-5
- 堀越智『アイルランドイースター蜂起1916』論創社、1985年。